# Bisdom Valleyfield
Het bisdom Valleyfield (Latijn: Dioecesis Campivallensis) is een rooms-katholiek bisdom met als zetel Salaberry-de-Valleyfield, in Canada. Het bisdom is suffragaan aan het aartsbisdom Montréal. 

## Geschiedenis
Het bisdom werd opgericht op 5 april 1892, uit delen van het aartsbisdom Montréal. 

## Parochies
Het bisdom had in 2020 een oppervlakte van 3.225 km2 en telde 305.200 inwoners waarvan 72,8% rooms-katholiek was.

## Bisschoppen
- Joseph-Médard Émard (5 april 1892 - 2 juni 1922)
- Felix-Raymond-Marie Rouleau (9 maart 1923 - 9 juli 1926)
- Joseph Alfred Langlois (10 juli 1926 - 22 september 1966)
- Percival Caza (22 september 1966 - 18 maart 1969; hulpbisschop sinds 7 augustus 1948, coadjutor sinds 24 juli 1955)
- Guy Bélanger (17 oktober 1969 - 15 oktober 1975)
- Robert Lebel (26 maart 1976 - 30 juni 2000)
- Luc Cyr (10 mei 2001 - 26 juli 2011)
- Noël Simard (30 december 2011 - heden)

## Galerij van afbeeldingen

Wapen van het bisdom Valleyfield
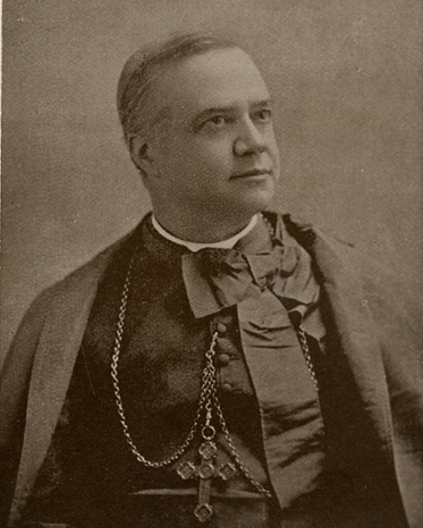
Joseph-Médard Émard, de eerste bisschop van Valleyfield

Montréal (aartsbisdom) · Joliette · Saint-Jean-Longueuil · Saint-Jérôme-Mont-Laurier · Valleyfield